# Међународни савез фотографске уметности
Међународни савез фотографске уметности (фр. Federation Internationale de l'Art Photographique - FIAP). Иницијатор, оснивач и први председник био је белгијски лекар и истакнути фотограф-аматер Морис ван де Виер (Dr Maurice van de Wyer). Он је већ од 1946. године успостављао везе са различитим националним фотографским удружењима широм света. Први конгрес, када је донет званични акт о оснивању FIAP одржан је у Берну (Швајцарска) 1950. године уз учешће делегата из десет земаља, међу њима и из Југославије.

## Структура и циљеви
делује под покровитељством UNESCO. Окупља национална удружења фотографа. Броји више од 85 националних асоцијација са пет континената, а под његовим утицајем је скоро милион истакнутих фотографа. Сврха те федерације је представљање фотографске уметности у свим њеним аспектима и свим врстама фотографских догађаја, унапређивање фотографије, олакшавање међународних односа, приређивање изложби (Бијенале FIAP) и др. Од септембра 2004. године, када су услови за пријем донекле измењени, осим националних савеза FIAP-у под одређеним условима могу да се придруже и фото-удружења из регија, као и истакнути фотографски уметници - појединци невезани за савезе, удружења или клубове.

## Звања

### Уметничка звања
(од највишег ка нижим звањима):
1. : Мајстор FIAP (Maître de la Fédération Internationale de l'Art Photographique).
2. : Екселенција/D3
3. : Екселенција/D2
4. : Екселенција/D1
5. : Екселенција/П
6. : Екселенција/Г
7. : Екселенција/С
8. : Екселенција/Б
9. : Екселенција FIAP (Excellence de la Fédération Internationale de l'Art Photographique)
10. : Уметник

### Организациона звања
(од вишег ка нижем звању):
1. : Почасна екселенција
2. : Екселенција FIAP за доприносе организацији

## Место Југославије (Србије од 2006. године) у
До иницијатора за покретање FIAP-а фотографски посленици у Југославији дошли су преко личних контаката са руским емигрантом Аркадијем Столипином, некадашњим житељем Београда и једним од оснивача Клуба фото аматера „Београд“, који је, као избеглица, након 1945. године живео у Берну, Швајцарска. Он је обавестио неке своје старе колеге у Београду о иницијативама да се покрене та међународна организација и предложио им да се Југославија у то укључи.
Захваљујући остварењу те иницијативе Југославија се нашла међу десет земаља-оснивача FIAP и члан је од 1950. године. Представник Југославије на оснивачком конгресу FIAP у Берну (1950) био је Живојин Јеремић. Након тога, у председништву FIAP били су Самуило Амодај, након њега Стеван Ристић, и др. Члан Уметничке комисије FIAP био је Тошо Дабац из Загреба. 
Било је планирано да се Први Бијенале FIAP након Берна пренесе у Београд јуна 1950. године, али се то није остварило. Југославија је и организатор конгреса FIAP у Опатији 1960. године.
За време ратова на простору бивше заједничке државе Фото-савез Југославије је искључен из FIAP због неизмирених финансијских обавеза. Србија (тј. Фото савез Србије) је примљена у FIAP на конгресу одржаном у кинеском граду Шенгду, 4. септембра 2006. године.

## Носиоци звања FIAP у Србији

### Уметничка звања

#### MFIAP
1. Бранислав Бркић (р. 1960), МFIAP (2012), председник Фото-савеза Србије и једини носилац овог звања у Србији

#### EFIAP/d3
1. Ђорђе Вукичевић (р. 1962), EFIAP/d3 (2020), EFIAP/d2 (2019), EFIAP/d1 (2018), EFIAP/p (2017), EFIAP/g (2016), EFIAP/s (2015), EFIAP/b (2014), EFIAP (2013), AFIAP (2012)
2. Војислав Пештерац (р. 1951), EFIAP/d3 (2022), EFIAP/d2 (2020), EFIAP/d1 (2019), EFIAP/p (2018), EFIAP/g (2017), EFIAP/s (2016), EFIAP/b (2015), AFIAP (2013)

#### EFIAP/d1
1. Борислав Миловановић (р. 1963), EFIAP/d1 (2021), EFIAP/p (2019), EFIAP/g (2018), EFIAP/s (2017), EFIAP/b (2016), EFIAP (2015)

#### EFIAP/p
1. Зоран Милутиновић (р. 1951), EFIAP/p (2015), ЕFIAP/d (2013), EFIAP/g (2014), EFIAP (2010)
2. Радојца Раша Милојевић (р. 1961), EFIAP/p (2019), EFIAP/g (2015), EFIAP/s (2014), EFIAP (2008)
3. Драгослав Мирковић (р. 1946), EFIAP/p (2022), EFIAP/g (2014), EFIAP/s (2012)

#### EFIAP/g
1. Аница Жупунски (р. 1946), EFIAP/g (2021), EFIAP/s (2017), EFIAP/b (2015), AFIAP (2012)
2. Саша Прерадовић (р. 1965), EFIAP/g (2018), EFIAP/s (2017), EFIAP/b (2016), EFIAP (2015), AFIAP (2004)
3. Горан Којадиновић (р. 1976), EFIAP/g (2022), EFIAP/s (2021), EFIAP/b (2019), EFIAP (2017), AFIAP (2015)

#### EFIAP/s
1. Бранислав Бркић (р. 1960), EFIAP/s (?), EFIAP/b (2007), EFIAP (2007), AFIAP (2004)

#### EFIAP/b
1. † Ратомир Радомировић (1941-2022), EFIAP/b (2019), EFIAP (2015), AFIAP (2012)
2. Радивоје Јевтић (р. 1959), EFIAP/b (2018), EFIAP (2015), AFIAP (2013)
3. Миодраг Хаџи Миладиновић (р. 1957), EFIAP/b (2016), EFIAP (2015)
4. Владимир Мијаиловић (р. 1969), EFIAP/b (2021), EFIAP (2019), AFIAP (2016)
5. Бојан Петровић (р. 1983), EFIAP/b (2015), AFIAP (2013)
6. Владимир Ђинић, EFIAP/b (2014), AFIAP (2010)
7. Александар Шашић, EFIAP/b (2019), EFIAP (2017), AFIAP (2016)

#### EFIAP
1. † Живојин Жика Ђорђевић Савкин (1929-1981)
2. † Милош Павловић (1910-1985), EFIAP (1961)
3. † Секула Меденица (1912-1986), EFIAP (1968), AFIAP (1961)
4. † Станоје Бојовић (1909-1990), EFIAP (1968), AFIAP (1961)
5. † Миодраг Ђорђевић (1919-1994), EFIAP (1968), AFIAP (1961)
6. † Живко Јаневски (1940-2000), EFIAP (1973), AFIAP (1968) (до 1973. живео у Београду, затим у Скопљу)
7. † Војислав Маринковић (1911-2004), EFIAP (1961), AFIAP (1957)
8. † Бранко Турин (1928—2004)
9. † Драгољуб Тошић (1936-2004), EFIAP (1973), AFIAP (1968)
10. † Ђорђе Букилица (1934—2010)
11. † Стеван Ристић (1931-2013), EFIAP (1964)
12. † Драган Пантић (19??-??), EFIAP (1968), AFIAP (1961)
13. Томислав Петернек (р. 1933), EFIAP (1973), AFIAP (1967)
14. Иштван Вираг (р. 1944), EFIAP (2015), AFIAP (2014)
15. Горан Малић (р. 1947), EFIAP (2013), AFIAP (2006)
16. Геза Ленерт (р. 1952), EFIAP (2004), AFIAP (1979)
17. Едо Иглич (р. 1956), EFIAP (2015), AFIAP (2014)
18. Зоран Милошевић (р. 1957), EFIAP (2017), AFIAP (2007)
19. Мирјана Јовановић (р. 1957), EFIAP (2021), AFIAP (2020)
20. Зоран Ђорђевић (р. 1959), EFIAP (2012), AFIAP (2010)
21. Јелица Милентијевић (р. 1959), EFIAP (2021), AFIAP (2019)
22. Милан Марковић (р. 1960), EFIAP (2007), AFIAP (2004)
23. Војислав Луковић (r. 1960), EFIAP (2021), AFIAP (2020)
24. Слободан Чавић (р. 1961), EFIAP (2012), AFIAP (2021)
25. Чедомир Биуковић (р. 1962), EFIAP (2014), AFIAP (2013)
26. Роберт Семниц (р. 1966), EFIAP (2013), AFIAP (2012)
27. Жељко Ђурић (р. 1965), EFIAP (?), AFIAP (2010)
28. Виолета Милутиновић (р. 1964), EFIAP (?), AFIAP (2010)
29. Алекса Трбовић (р. 1966), EFIAP (2013), AFIAP (2012)
30. Иван Стојановић (р. 1968), EFIAP (2021), AFIAP (2019)
31. Александар Буђевац (р. 1969), EFIAP (2017), AFIAP (2016)
32. Марија Миловановић Максимовић (р. 1970), EFIAP (2015), AFIAP (2010)
33. Зоран Мојсин (р. 1971), EFIAP (?), AFIAP (2010)
34. Ненад Боројевић (r. 1971), EFIAP (2021), AFIAP (2020)
35. Maja Стошић (р. 1975), EFIAP (2015), AFIAP (2012)
36. Славољуб Радојевић (р. 1975), EFIAP (2021), AFIAP (2019)
37. Дамир Бузуровић, (р. 1982), EFIAP (2018), AFIAP (2016)
38. Милан Вукичевић (р. 1992), EFIAP (2021), AFIAP (2016)
39. Снежана Лукић, EFIAP (2015), AFIAP (2014)
40. Саша Благојевић, EFIAP (2020), AFIAP (2018)
41. Весна Шикић, EFIAP (2020), AFIAP (2018)
42. Бранка Вучићевић Вучковић, EFIAP (2020), AFIAP (2016)

(списак је непотпун, у току је прикупљање података)

#### AFIAP
1. † Јулије Брежан (1909-1970)
2. † Геза Барта (1913—2000), (1957)
3. † Видоје Мојсиловић (1928-1996), (1961)
4. † Славољуб Станојевић (1935-2013)
5. † Горан Швабић (1947-2017), (2007)
6. † Бранислав Бацковић (1951-2015), (2010)
7. † Слободан Павловић (1958-2011), (2010)
8. Божана Маринчек (р. 1938)
9. Божидар Витас (р. 1939), (2009)
10. Јозсеф Ронцсак (р. 1941), (2015)
11. Данило Цветановић (р. 1942)
12. Ласло Јухас (р. 1952)
13. Мирослав Јеремић (р. 1953), (2010)
14. Милорад Милићевић (р. 1953)
15. Војислав Митрић (р. 1954), (2007)
16. Бранимир Радовановић (р. 1956), (2013)
17. Милош Караклић (р. 1956), (2022)
18. Владан Танасковић (р. 1959), (2010)
19. Драгослав Илић (р. 1960)
20. Слободан Чавић (р. 1961), (2022)
21. Милан Габарић (р. 1961), (2021)
22. Негован Пешић (р. 1961), (2021)
23. Биљана Латиновић (р. 1967), (2022)
24. Ђорђе Вукадиновић (р. 1971), (2015)
25. Светислав Недић (р. 1972), (2013)
26. Иван Ерић (р. 1972), (2021)
27. Слађана Радовановић (р. 1972), (2021)
28. Младен Јањић (р. 1975), (2015)
29. Горан Јордански (р. 1976), (2021)
30. Владимир Милићевић (р. 1978), (2013)
31. Јасмина Мојсин (р. 1979)
32. Милена Миленковић (р. 1990), (2021)
33. Раденко Бошковић (2010)
34. Марко Танасковић (2010)
35. Филип Танасковић (2010)
36. Мирјана Добросављев (2014)
37. Зоран Стојиљковић (2015)
38. Lorant Csakany (2016)
39. Бранка Савић (2016)
40. Борис Николашевић (2017)
41. Бранко Јаковљевић (2019)
42. Владан Николић (2019)
43. Биљана Латиновић (2022)
44. Милош Караклић (2022)
45. Милорад Чадеж - Мишо
46. Предраг Филиповић
47. Александар Манасиев (2014)
48. Ненад Николић (2014)
49. Зоран Павловић
50. Здравко Симијоновић
51. Владимир Тирнанић
52. Алојзије Вицаи - Лајош

(списак је непотпун, у току је прикупљање података)

### Организациона звања

#### Hon. EFIAP
1. † Живојин Жика Јеремић
2. † Јосип Боснар (1903-1960)
3. † Бранибор Дебељковић (1916-2003)
4. † Милош Павловић (1910-1985);[2]
5. † Стеван Ристић (1931-2013), (1974)
6. † Иво Етеровић (1935-2011)
7. Предраг Гаталица
8. Бранислав Бркић (р. 1960), MFIAP (2012)
9. Ђорђе Вукичевић (р. 1962), EFIAP/D2 (2019)

(списак носилаца звања је потпун, али подаци нису потпуни, у току је прикупљање)

#### ESFIAP
1. Павле Чуровић; (1968)
2. Генадије Муравјов; (1968)
3. Гојко Меденица; (1968)
4. Војислав Митрић; (2005)
5. Бранислав Бркић (2008)
6. Радојца Раша Милојевић (р. 1961), (2010)
7. Ђорђе Вукичевић (2014)
8. Борислав Миловановић (2018)

(списак добитника је потпун, али подаци нису потпуни, у току је прикупљање)